# Веб-трансляция
Веб-трансляция — медиа-контент, распространяемый через Интернет, в котором используется технология потоковой передачи для распространения контента из одного источника среди множества слушателей/зрителей одновременно.
Массовым явлением веб-трансляция / стриминг стала в начале 2010-х годов, с появлением данной функции у YouTube, и созданием таких сервисов как: Chatroulette.com, Justin.tv, Twitch, Periscope.

## История
Самые ранние веб-трансляции, не использовали потоковое видео, а на самом деле представляли собой кадры, снятые каждые несколько минут веб-камерой во время прямой трансляции через Интернет.
Один из первых случаев произошёл 1991 году, когда камера была установлена в компьютерной лаборатории Кембриджского университета. Она передавала изображение кофемашины на местные компьютеры каждые несколько минут. Впоследствии она была перенесена из их лабораторной сети в Интернет в 1993 году, став первой в мире веб-камерой, и первым зарегистрированным примером передачи изображения в сеть.
В 1995 году Бенфорд Э. Стэндли провёл одну из первых аудио/видео веб-трансляций в истории.
31 октября 1996 года британская рок-группа Caduseus транслировала свой часовой концерт в Celtica в Махинлете, Уэльс, Великобритания. Это была первая прямая трансляция аудио и одновременная прямая трансляция видео по всему миру в более чем двадцати странах.
С конца 1996 года и до 2003 года, предприниматель Рик Сигел начал транслировать на сайт www.onlinetv.com видео выступления различных музыкальных групп.
3 апреля 1996 года американская студентка Дженни Рингли установила веб-камеру в своей комнате общежитии. Снимки с камеры транслировались на её сайт под названием JenniCam. Веб-страница автоматически обновлялась каждые три минуты с последним снимком с камеры. Она показывала практически всё, что делает в повседневной жизни.
8 августа 1997 года джем-группа Phish впервые провели веб-трансляцию одного из своих концертов в прямом эфире через Интернет.
22 августа 1997 вдохновлённая успехом JenniCam, Ана Клара Вуг запускает свой сайт Anacam. На нём она ведёт общение с наблюдателями за камерой, включает музыку и показывает свой быт.
В сентябре 1997 года общественное телевидение Небраски начало интернет-трансляцию передачи Big Red Wrap Up, в которой показывались ключевые моменты каждой футбольной игры, выступления специальных гостей, а также вопросы и ответы зрителей.
4 сентября 1997 года сайт MTV транслировал выступление Meredith Ann Brooks на церемонии MTV Video Music Awards.
Начиная с 1997 года компания The Sync начала транслировать на свой сайт несколько различных веб шоу. Среди них были: «Snack Boy», «CyberLove», «The Jenni Show» и «Meeks Unfiltered». Помимо шоу, компания представила фильм «Walls of Sand», который был доступен для просмотра в реальном времени в интернете.
Американский рестлинг-промоушн WWE, с 1998 года стал проводить еженедельные трансляции своего шоу «BYTE THIS». В нём подводили итоги прошлой недели, а также брали интервью у рестлеров.
В 1998 году был запущен сайт под названием AmandaCam. На нём тоже велась ежедневная трансляция, несколько камер были расставлены по всему дому.
13 августа 1998 года в Канаде состоялась первая свадьба, транслировавшаяся в сети, между Аланом К’нехтом и Кэрри Сильверман.
6 февраля 1999 года состоялся показ мод Victoria’s Secret, и транслировался эксклюзивно на Broadcast.com. Трансляция привлекла примерно 1,5 миллиона зрителей.
В сентябре 1999, был создан интернет-проект NetAid.org, транслировавший в интернете концерты звёзд.
8 ноября 1999 года президент США Билл Клинтон провел первую онлайн-конференцию в Университете Джорджа Вашингтона. Это стало настоящим прорывом для онлайн-трансляций, ведь после конференции на технологию обратили внимание множество крупных компаний и обычных пользователей.
В декабре 1999 был запущен канадский веб-сайт iCraveTV.com. Сайт предоставлял ретрансляции, и позволял смотреть 17 Американских и Канадских тв каналов на своих компьютерах. Спустя 3 месяца после запуска, сайт предстал перед судом, который наложил запрет на его деятельность, в связи с нарушением авторских прав. В деле фигурировала компания 20th Century Studios, и другие киностудии и телевизионные сети.

## Ситуация в России
С 1 сентября 1996 года начинает работать сайт www.freelines.ru, который транслировал концерты групп: Аукцион, Аквариум, Алиса и других.
В июне 1997, музыкальный менеджер Наталья Комарова организовывает видео трансляцию рок фестиваля «Подмосковные вечера» в интернете.
Летом 1997, с помощью Сергея Нестеровича, работавшего в то время начальником отдела Интернет провайдера ПТТ-Телепорт Москва, ПТТ спонсирует интеренет-клуб «Скрин» всякой техникой, что даёт возможность систематически организовывать видеотрансляции различных мероприятий в Интернет. И с июня 1997 года московский Интернет-клуб «СКРИН» каждую субботу проводил прямую видео-трансляцию в сеть различных литературно-музыкальных акций.
12 мая 1998 года, президент России Борис Ельцин провел пресс-конференцию в интернете. Поскольку сайт Ельцина был в зачаточном состоянии, к трансляции привлекли американскую телекомпанию MSNBC. За полчаса пресс-конференции президент успел ответить только на 15 вопросов, из заданных четырёх тысяч.
С 1 октября 1998 канал «ТВ Центр» начал передачу своих телевизионных программ в Интернет. Вещание велось 24 часа в сутки при поддержке «Ростелекома» по адресу http://ctv.rt.ru. Первое тестовое вещание «ТВ Центр» совместно с «Ростелекомом», «Sun Microsystems» состоялось ещё в июле 1998 года. В течение всех дней Всемирных Юношеских Игр телевизионное вещание в Интернет велось в режиме реального времени. В том числе прямые трансляции открытия и закрытия Игр, а также выступление Оркестра мира на Красной площади.
С апреля 1999 года компания «ИТ ИнфоАрт Старз» начала выпуск новостей из студии специально для интернет-пользователей. На сайте Infoart.ru компания ежедневно транслировала выпуски новостей, завершавшиеся прогнозом погоды, в прямом эфире проходили встречи с интересными людьми. Позже к ассортименту студийных передач присоединились трансляции, ведущиеся выездной бригадой компании.
30 мая 1999, в поддержку джазового фестиваля в Белграде «RING RING Beograd», на площадке клуба «СКРИН», Наталья Комарова провела виртуальный мини-фестиваль «Джаз и Альтернативная Музыка». Трансляция велась в интернете в режиме RealVideo.
В сентябре 1999, канат ТНТ начал вещание в Интернет в формате Real Video.

В 2000 году в Санкт-Петербурге начал вещание телеканал «Питерский меридиан». Изображение передавалось двумя видеопотоками: первый — 22 Кб/с для пользователей модемной связи с низкой скоростью подключения к Интернету. Второй поток — это 100 Кб/с, который позволял передавать более качественное видеоизображение. По словам создателей телеканала, «Питерский меридиан» был рассчитан в первую очередь на зарубежную русскоязычную аудиторию.
29 августа 2000 года, провайдер «ПТТ Телепорт» объявил, что из-за пожара на Останкинской телебашне, не будет течение 3 месяцев взимать с абонентов, подключенных по программе «Точка Ру», плату за трафик от трансляционных серверов телекомпаний ОРТ, РТР, ТВЦ, НТВ, «Культура» и ТВ-6. Тем самым, люди могли бесплатно просматривать вышеупомянутые каналы в интернете.

В 2001 году в интернете началась трансляция реалити-шоу «За стеклом» канала «ТВ-6». Десятки тысяч людей посмотрели прямую видеотрансляцию шоу в Сети.
В начале 2003 года на рынок интернет-телевидения вышел один из лидеров Рунета — интернет-холдинг «Rambler». Телеканал «Rambler ТелеСеть» стал первым познавательным телеканалом в России с богатыми интерактивными возможностями. Вещание было организовано не только через спутник, но и в Интернете. Пользователю предлагалось взаимодействовать с содержанием телеканала, подстраивать под себя программную сетку, выбирать информацию и находить дополнительные материалы по заинтересовавшей его тематике. На сайте заранее подготовлены и выложены видео-, фото- и текстовые материалы, которые не вошли в эфирный выпуск программы, но представляют интерес для пользователя. Для того чтобы увидеть видео в режиме быстроменяющихся картинок, достаточно модемного dial-up соединения 33,6 Кб/с. Чем выше скорость соединения, тем более качественное видео может увидеть пользователь. Организаторы вещания рекомендовали для просмотра интернет-трансляции скорость 56-64 Кб/с.
В сентябре 2003, канал НТВ мир начал вещание в интернете через сервис JumpTV.

В 2004 открылся проект «Интернет-телевизор», который, обеспечивает вещание в Сети шести каналов телекомпании «RTVi», в числе которых каналы «RTVi», «Наше кино» и «Телеклуб». Пользователь мог выбрать скорость видеопотока — 50, 250 и 700 Kб/с.
В том же году, Московский интернет-провайдер «Корбина Телеком» запускает сайт http://www.corbina.tv/, на котором была возможность выбрать для просмотра 4 телеканала.
В 2005 году, «Корбина Телеком» запустил сервис под названием «Виртуальный видеомагнитафон», позволяющий пользователям записывать и смотреть телевизионные передачи в любое время дня, на работе и дома. Чтобы записать телепередачу или любимый фильм, пользователю достаточно было зайти на сайт www.corbina.tv в раздел «Виртуальный видеомагнитофон», и запрограммировать запись нужных каналов на определённое время. Для осуществления заказа подойдет любая скорость доступа в Интернет, отмечали создатели. Выбранная телепередача записывалась автоматически. Просмотр передач был возможен с компьютера, подключенного к Интернету на скорости от 375 Кб/с (при этом максимальное качество изображения достигается при скорости от 1 Мб/с).

## Интернет-радио
Было создано Карлом Маламудом. В 1993 году он образовал «Internet Talk Radio», которое являлось первым радио-ток-шоу. Оно распространялось в виде аудиофайлов, которые пользователи компьютеров скачивали по одному.
7 ноября 1994 года американская радиостанция WXYC (89,3 FM, Чапел-Хилл, Северная Каролина , США), объявила о вещании в интернете. Тем самым став первой традиционной радиостанцией вещавшей в интернете.
3 декабря 1994 года радиостанция KJHK 90.7 FM, начала непрерывную трансляцию через интернет-радио.
В 1995 году Скотт Борн создал NetRadio.com как первую в мире сеть интернет-радио. Это была первая сеть интернет-радио, получившая лицензию ASCAP.
В марте 1996 года Virgin Radio запустила свой первый веб-сайт и начала потоковую передачу, что сделало её первой радиостанцией в Европе, доступной для прослушивания через интернет.
С 20 октября 1996 года радиостанция »Серебряный Дождь" начала своё вещание через интернет, присоединив к своей аудитории 200 миллионов потенциальных слушателей — пользователей этой сети. Первым и единственным в континентальной Европе, «Серебряный Дождь» смог осуществить трансляцию своего эфира в интернет круглосуточно в режиме реального времени.